# 김해신명초등학교
김해신명초등학교(金海新明初等學校, Gimhae Sinmyeong Elementary School)는 대한민국 경상남도 김해시 가야로에 위치한 공립 초등학교이다.

## 연혁
- 2005. 09. 01 개교(삼계초등학교에서 분리, 9학급 351명 배정)
- 2005. 09. 01 초대 노환탁 교장 부임
- 2005. 09. 08 12학급으로 증설
- 2006. 03. 01 26학급으로 편성
- 2006. 06. 23 여자 탁구부 창단식
- 2006. 11. 29 학교체육활성화 도우수학교 선정
- 2007. 03. 01 27학급으로 편성
- 2007. 09. 01 평생교육 지역 중심학교 운영
- 2008. 02. 15 제2회 졸업식(연인원 189명)
- 2008. 03. 01 35학급으로 편성
- 2008. 03. 21 36학급으로 증설
- 2009. 02. 13 제3회 졸업식(총 356명 졸업)
- 2009. 03. 01 2대 진경호 교장 부임
- 2009. 03. 01 37학급으로 증설
- 2010. 02. 11 제4회 졸업식(총542명 졸업)
- 2010. 03. 01 41학급으로 증설
- 2011. 02. 18 제5회 졸업식(총 752명 졸업)
- 2011. 03. 01 3대 명형철 교장 부임
- 2011. 03. 01 43학급으로 증설
- 2011. 10. 13 독서교육 도우수학교 선정(경상남도교육청)
- 2012. 02. 17 제6회 졸업식(총 960명 졸업)
- 2012. 03. 01 43학급으로 편성
- 2012. 03. 01 녹색학교 선정(경상남도교육청)
- 2012. 03. 01 아름다운 숲가꾸기 학교 선정(김해시청)
- 2012. 03. 01 자원봉사 협력학교 지정(김해시청)
- 2012. 03. 09 교과부 지정 창의경영학교(사교육 절감형) 선정
- 2013. 02. 19 제7회 졸업식 (총 1196명 졸업)
- 2013. 02. 15 교과부 요청 연구학교(창의경영학교 사교육절감형)선정
- 2013. 03. 01 4대 박화식 교장 부임
- 2014. 02. 19 제8회 졸업식(총 1398명 졸업)
- 2014. 03. 01 도 지정 연구학교(사교육절감형 창의경영학교) 선정